# Дэвис, Майкл (режиссёр)
Майкл Дэвис (англ. Michael Davis; род. 1 августа 1961, Роквилл, Мэриленд, США) — американский кинорежиссёр и сценарист, наиболее известный по фильму «Пристрели их». На рубеже 80-90-х работал также в качестве художника раскадровки. Ушёл из кинематографа в 2013 году.

## Фильмография
- 1990 — «Дрожь земли» / Tremors — художник раскадровки
- 1991 — «Черепашки-ниндзя 2: Секрет канистры» / Teenage Mutant Ninja Turtles II: The Secret of the Ooze — художник раскадровки
- 1992 — «Парень из Энсино» / Encino Man — художник раскадровки
- 1992 — «Провод под током» / Live Wire — художник раскадровки
- 1994 — «Двойной дракон» / Double Dragon — автор сценария
- 2000 — «100 девчонок и одна в лифте» / 100 Girls — режиссёр, сценарист
- 2002 — «Лихорадка по девчонкам» / Girl Fever — режиссёр, сценарист[3]
- 2003 — «Дорожное чудовище» / Monster Man — режиссёр, сценарист
- 2007 — «Пристрели их» / Shoot 'Em Up — режиссёр, сценарист